# Isaac Kiese Thelin
Isaac Kiese Thelin (Örebro, 1992. június 24. –) svéd válogatott labdarúgó, a Malmö játékosa.

## Pályafutása

### Klubcsapatban
Pályafutását a Karlslunds IF utánpótlás csapataiban kezdte és felnőtt szinten is itt mutatkozott be. 2011-ben az IFK Norrköping szerződtette. Bemutatkozására a 2012-es szezonban került sor. Első idényében 11 alkalommal lépett pályára és két gólt szerzett. A 2013-as szezonban 25 mérkőzésen 4 alkalommal volt eredményes. 2014 nyarán a Malmö FF csapatához igazolt, ahol egy bajnokok ligája selejtezőn mutatkozhatott be az FK Ventspils ellen. A bajnokságban 14 mérkőzésen kapott lehetőséget, ezalatt ötször talált az ellenfelek kapujába és az idény végén bajnoki címet ünnepelhetett csapatával. Első gólját a Kalmar ellen szerezte. 
2015 januárjában a francia Girondins Bordeaux szerződtette, ahol 2017-ig játszott, de a végén már kölcsönben szerepelt az Anderlechtnél. A belga klub 2017 januárjában le is igazolta, de félévvel később ismét kölcsönadták, ezúttal a Waasland-Beveren csapatához.

### A válogatottban
2014 és 2015 között 11 alkalommal lépett pályára a svéd U21-es válogatottban és 7 gólt szerzett. Tagja volt a 2015-ben U21-es Európa-bajnoki címet szerző válogatottnak. A felnőtt csapatban 2014-ben mutatkozhatott be. Nevezték a 2018-as világbajnokságon részt vevő válogatott 23-as keretébe.

## Sikerei, díjai
Malmö FF
- Svéd bajnok (1): 2014, 2020
- Svéd szuperkupa (1): 2014

RSC Anderlecht
- Belga bajnok (1): 2016–17
- Belga szuperkupa (1): 2017